# Abbaye Saint-Norbert de De Pere
L'abbaye Saint-Norbert de De Pere, est une abbaye de l'ordre des Prémontrés, située à De Pere, dans l’État du Wisconsin aux États-Unis. Fondée en 1898 par l'abbaye de Berne (Pays-Bas), elle est la première abbaye prémontrée sur le continent américain.

## Histoire

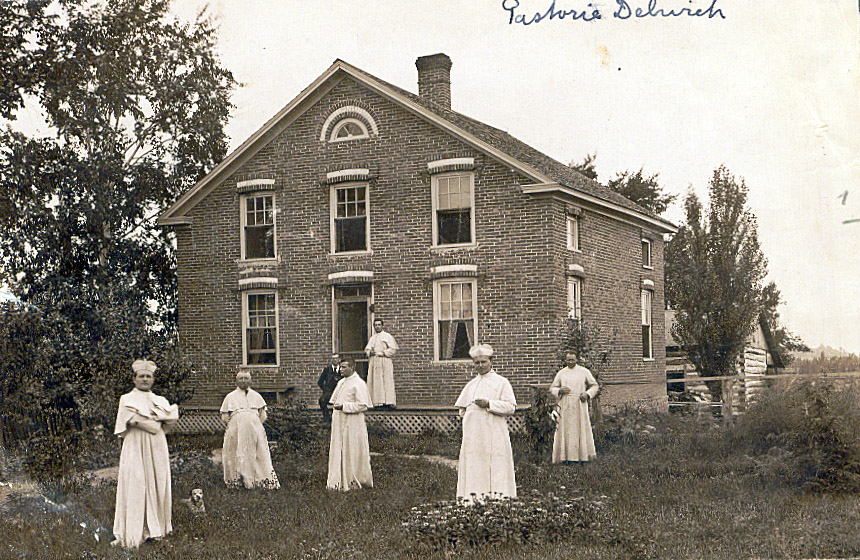
Les chanoines pionniers devant le presbytère de Delwich

En 1893, Sebastian Gebhard Messmer (en), évêque de Green Bay, invite les Prémontrés à travailler parmi les Belges et les Hollandais établis dans la région des Grands Lacs, minorités francophones travaillées par la mission épiscopalienne de Joseph-René Vilatte. L'abbé de Berne, Augustin Bazelmans, accepte sa demande et envoie des prêtres et des frères sous la direction de Bernard Pennings dans cinq postes de mission désignés par l'évêque, avec le projet de fonder une maison de l'ordre en Amérique du Nord.
Les trois premiers missionnaires arrivent à Delwich (aujourd'hui Namur) en 1893, et entreprennent de construire un presbytère et une école, achevés en 1894. Lorsque des chanoines plus nombreux se joignent à la mission, la communauté prend en charge les missions de Saint-Louis, Martinsville (comté de Dane), Robinsonville (aujourd'hui Champion), La Chapelle, Walhain (comté de Kewaunee), Thiry Daems (aujourd'hui Red River), et Rosière. Rapidement, les Prémontrés prennent une place importante dans la  « péninsule belge ».

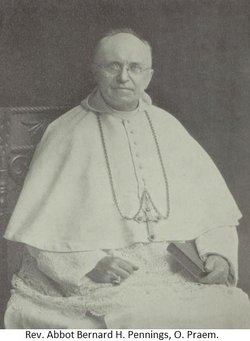
Bernard Pennings

La communauté s'établit en 1898 au sanctuaire national Saint-Joseph (en) de De Pere, bien situé à proximité de Green Bay, et bien desservi par le chemin de fer. Le 28 septembre de la même année, l'évêque de Green Bay Sebastian Gebhard Messmer y érige canoniquement le prieuré Saint-Norbert dont Bernard Pennings devient le premier prieur. La même année, Pennings fonde un séminaire, le collège Saint-Norbert (en) afin d'y former de futurs prêtres. Un nouveau bâtiment est inauguré le 8 septembre 1899 dans ce but. En 1900, la communauté prend en charge une paroisse à Regina au Canada, et une paroisse germanophone à Chicago. En 1902, un noviciat prémontré ouvre à De Pere afin de former des religieux sur le sol américain, et en 1903 le premier novice américain prend l'habit. La communauté se consacre aussi par la suite à la mission parmi les amérindiens Onneiouts de la réserve d'Oneida.
En 1924, le chapitre général de l'ordre obtient du pape Pie XI l'érection du prieuré de De Pere en abbaye, Bernard Pennings en devenant le premier abbé. Il reçoit la bénédiction abbatiale le 27 mai 1925, et gouverne l'abbaye jusqu'à sa mort le 7 mars 1955.

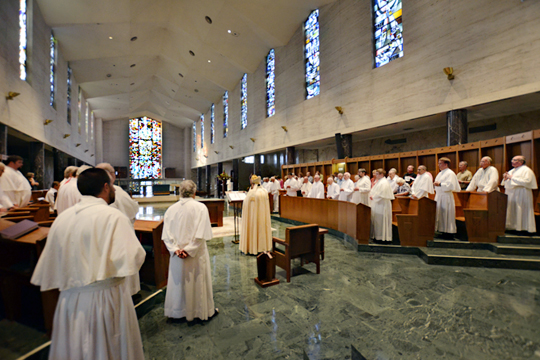
La communauté en prière

La croissance numérique importante de la communauté entraîne un déménagement en périphérie de De Pere, une nouvelle abbaye est inaugurée le 1er février 1959, comportant une grande église abbatiale à l'architecture simple inspirée des principes du mouvement liturgique. 
En 1954, un noviciat est établi au lieu-dit Daylesford, à Paoli, en Pennsylvanie. Il est érigé en abbaye en 1967. En 1985, une fondation est faite à Albuquerque, qui devient l'abbaye Santa Maria de la Vid en 1998. En 1990, un prieuré est établi à Jackson dans le Mississipi. Il ferme ses portes en 2019. En 1997, un prieuré précédemment établi dans le Delaware des chanoines de De Pere devient prieuré indépendant dans la circarie anglophone de l'ordre de Prémontré.

## Galerie

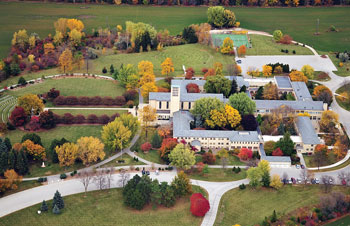
Vue aérienne de l'abbaye
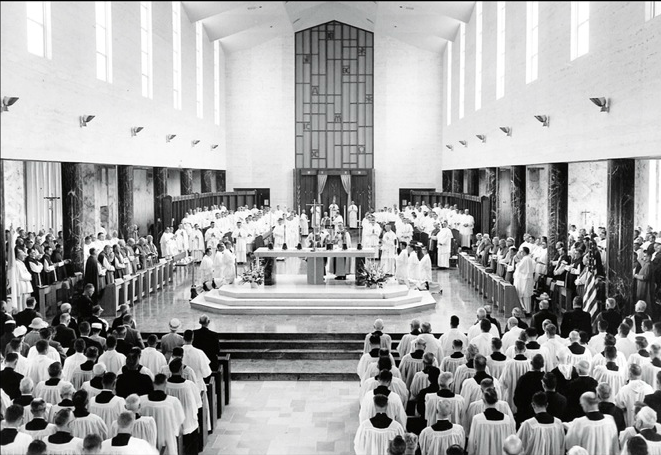
Consécration de l'église abbatiale
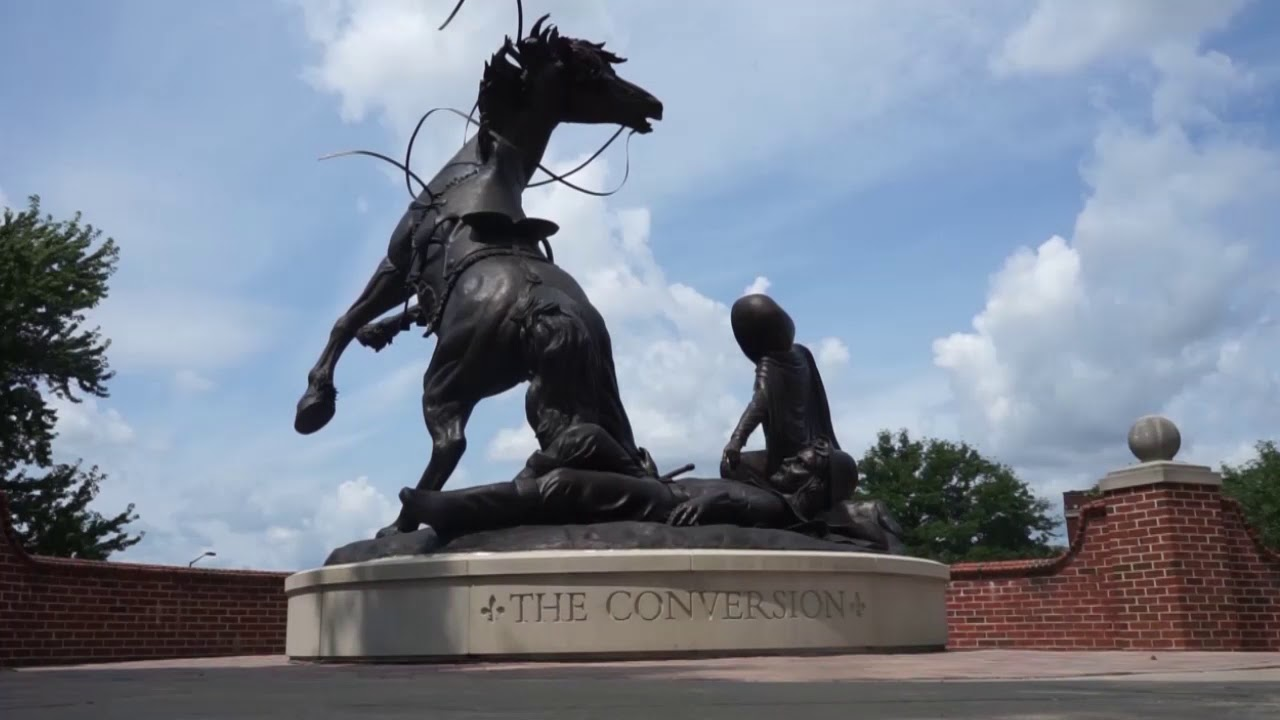
La conversion de saint Norbert, statue dans le parc de l'abbaye
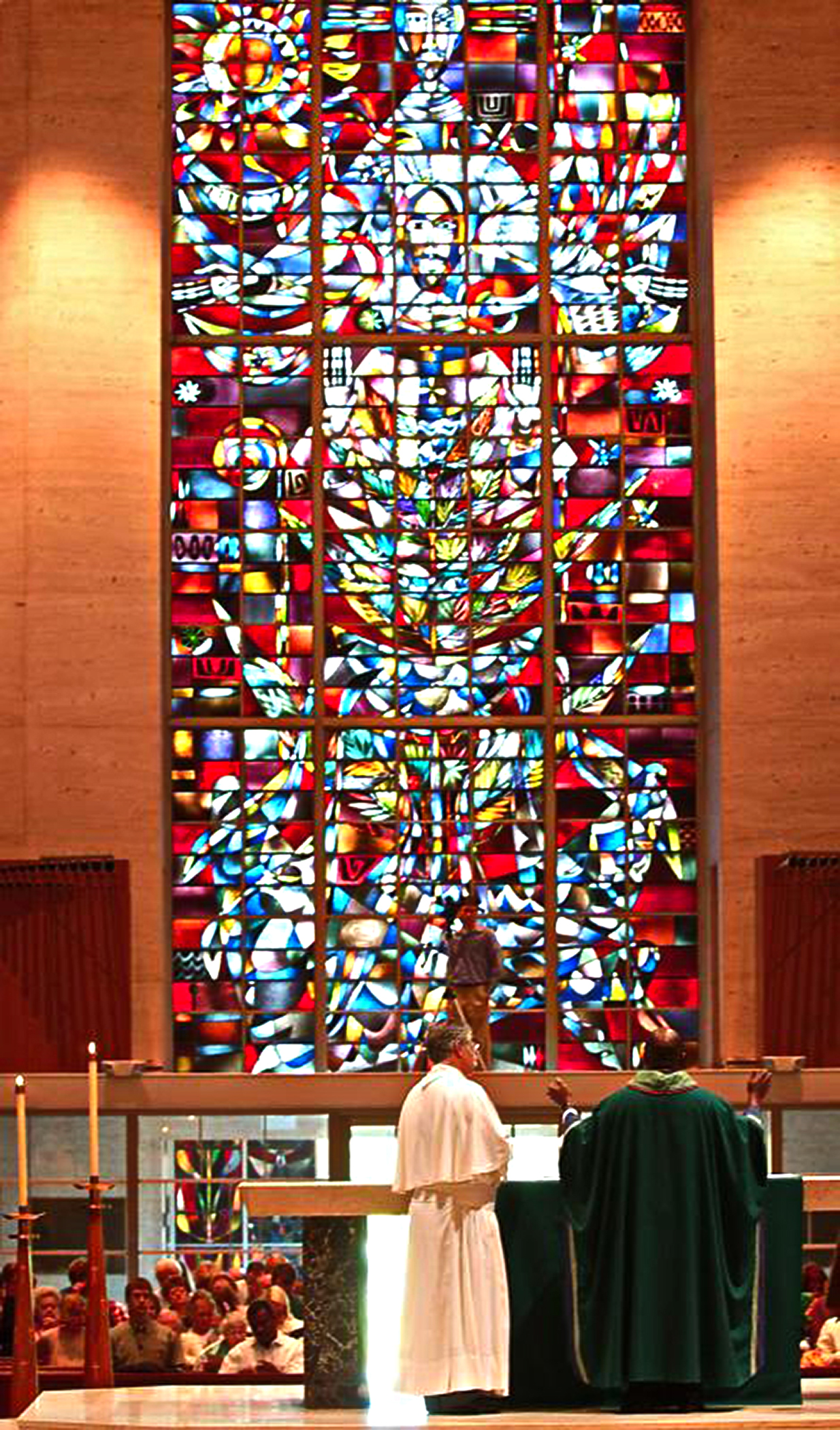
Vitraux de l'abbatiale
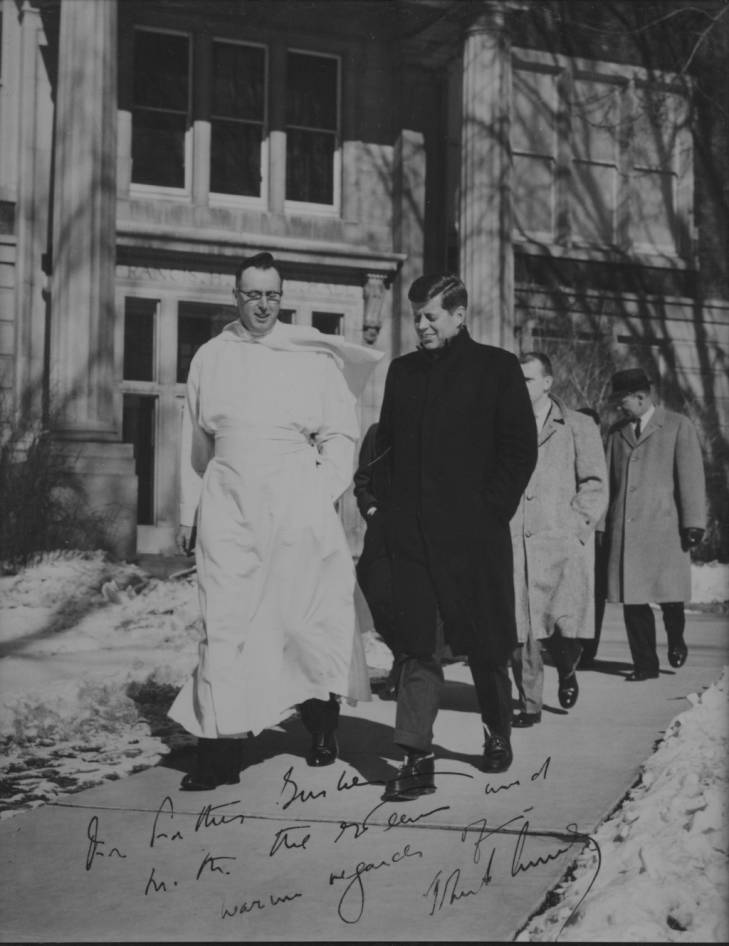
Visite du président Kennedy